# Dag Johan Haugerud
Dag Johan Haugerud (pron. AFI: [ˈdɑːɡ jʊˈhɑnː ˈhæʉɡəʁʉd]; Eidsberg, 30 dicembre 1964) è uno scrittore, regista e sceneggiatore norvegese.
Ha vinto l'Orso d'oro al Festival di Berlino 2025 con Dreams.

## Biografia
Nel 2016 ha vinto il P2-lytternes romanpris con il suo quarto romanzo, Enkle atonale stykker for barn.
Nel 2024 ha diretto una trilogia tematica di film sui rapporti umani, dal titolo Sex ("sesso"), Dreams ("sogni") e Love ("amore"). Col primo ha ricevuto diversi riconoscimenti al Festival di Berlino 2024 come il premio della giuria ecumenica, col secondo ha vinto l'Orso d'oro l'anno seguente (diventando il primo norvegese a ricevere la statuetta), mentre col terzo ha concorso per il Leone d'oro al miglior film all'81ª Mostra internazionale d'arte cinematografica di Venezia.

## Opere
- (NO) Noe med natur, Oslo, Tiden Norsk, 1999, ISBN 978-82-100-4436-6.
- (NO) Den som er veldig sterk, må også være veldig snill, Oslo, Tiden Norsk, 2002, ISBN 978-82-100-4476-2.
- (NO) Hva jeg betyr, Oslo, Oktober, 2011, ISBN 978-82-495-0530-2.
- (NO) Enkle atonale stykker for barn, Oslo, Oktober, 2016, ISBN 978-82-495-1719-0.

## Filmografia
Cortometraggi
- 16 levende klisjeer (1998)
- Fancine (1999)
- Utukt, episodio di De 7 dødssyndene (2000)
- Clinton, the Musical (2001)
- Lust, episodio di Courts mais Gay: Tome 4 (2002)
- Mot huset (2003)
- Trøbbel (2006)

Mediometraggi
- Thomas Hylland Eriksen og historien om Origamijenta (2005)
- Det er meg du vil ha (2014)
- Lyset fra sjokoladefabrikken (2020)

Lungometraggi
- Som du ser meg (2012)
- Barn (2019)
- Sex (2024)
- Love (Kjærlighet) (2024)
- Dreams (Drømmer) (2024)

## Riconoscimenti
Cinematografici
- Festival di Berlino
  - 2024 - Premio della giuria ecumenica per Sex
  - 2024 - Premio Europa Cinemas Label per Sex
  - 2024 - Premio CICAE per Sex
  - 2024 - In concorso per il Teddy Award con Sex
  - 2025 - Orso d'oro con Dreams
  - 2025 - Premio FIPRESCI con Dreams
- Festival di Venezia
  - 2019 - In concorso per il miglior film (Giornate degli autori) con Barn
  - 2019 - In concorso per il Queer Lion con Barn
  - 2024 - In concorso per il Leone d'oro con Love
  - 2024 - In concorso per il Queer Lion con Love
- Festival internazionale del cinema di Adalia
  - 2019 - In concorso per l'Arancio d'oro con Barn
- Festival internazionale del cinema di Odessa
  - 2024 - Premio speciale della giuria per Sex
  - 2024 - In concorso per il Duca d'oro per Sex
- Torino International Gay & Lesbian Film Festival
  - 2002 - Miglior cortometraggio per Utukt
- Nordic Council Film Prize
  - 2020 - Miglior film scandinavo per Barn
- Premio Amanda
  - 2013 - Miglior regia per Som du ser meg
  - 2013 - Miglior sceneggiatura per Som du ser meg
  - 2020 - Miglior regia per Barn
  - 2020 - Miglior sceneggiatura per Barn
  - 2024 - Miglior regia per Sex
  - 2024 - Miglior sceneggiatura per Sex